# 캐롤린 헤네시

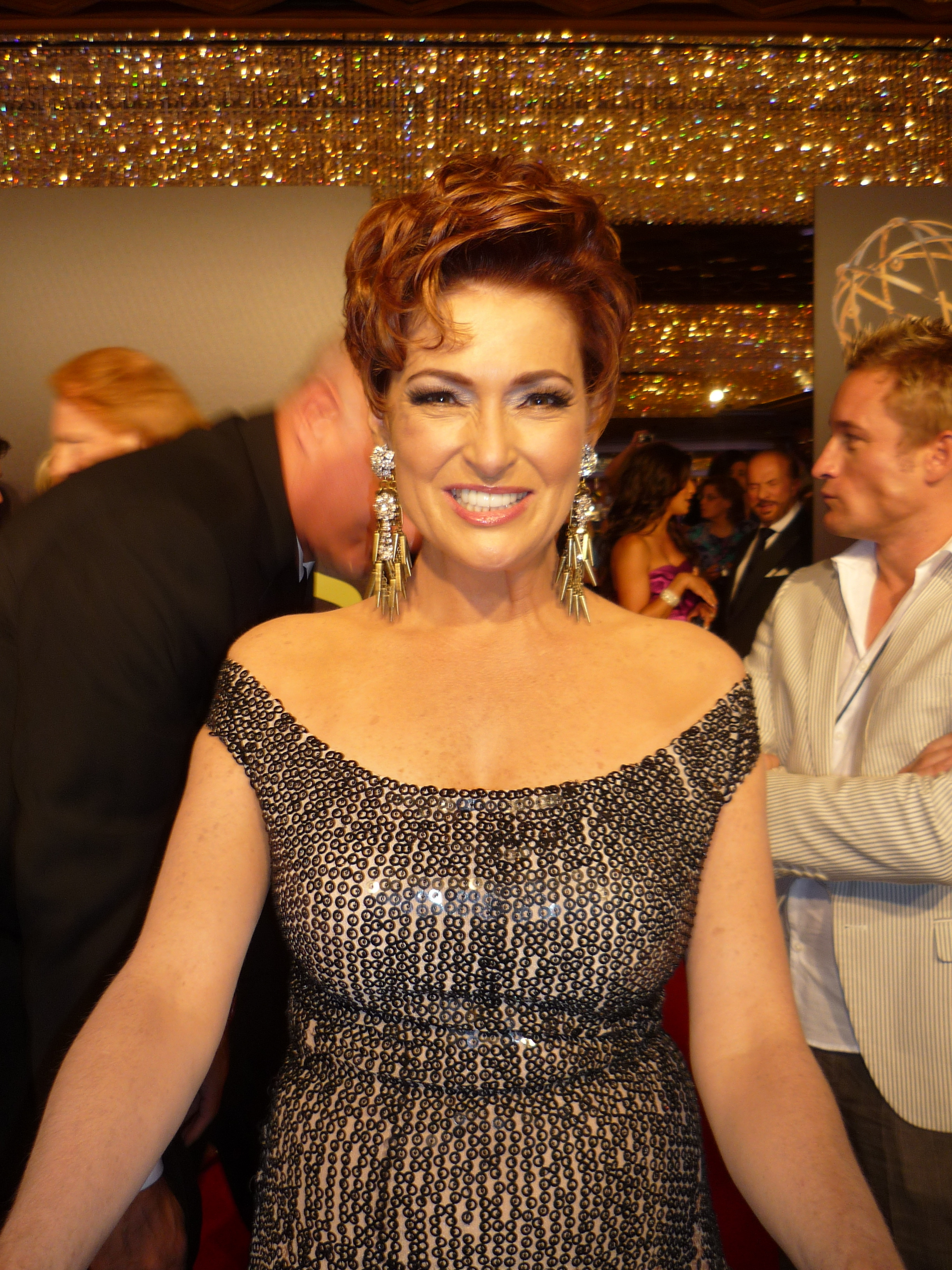

캐롤린 헤네시(Carolyn Hennesy, 1962년 6월 10일 ~ )는 미국의 배우, 저자, 텔레비전 배우, 작가, 영화배우, 성우이다.
로스앤젤레스에서 태어났다.

## 방송
- 트루 블러드 시즌5
- 쿠거 타운 2
- 쿠거 타운 1
- 도슨의 청춘일기
- 제너럴 호스피털